# Pioneer 3
La Pioneer 3 fou una sonda espacial no tripulada del programa Pioneer de la NASA, llançada el 6 de desembre de 1958 amb l'objectiu de realitzar un sobrevol de la Lluna i entrar en òrbita solar (òrbita heliocèntrica). El vehicle no aconseguí la velocitat suficient i entrà en una trajectòria balística que el retornà a la Terra després d'arribar a 109.740 km de distància. Malgrat no assolir els objectius previstos, aportà importants dades sobre els cinturons de Van Allen.